# Droga wojewódzka 935
Die Droga wojewódzka 935 (DW 935) ist eine 63 Kilometer lange Droga wojewódzka (Woiwodschaftsstraße) in der polnischen Woiwodschaft Schlesien, die Racibórz mit Pszczyna verbindet. Die Strecke liegt im Powiat Raciborski, im Powiat Wodzisławski, in der kreisfreien Stadt Rybnik, in der kreisfreien Stadt Żory und im Powiat Pszczyński.

## Streckenverlauf
Woiwodschaft Schlesien, Powiat Raciborski
-  Racibórz (Ratibor) (DK 45, DW 416, DW 417, DW 915, DW 916, DW 917, DW 919, DW 923)
- Kornowac (Kornowatz)
-  Rzuchów (Schönburg) (DW 923, DW 933)

Woiwodschaft Schlesien, Powiat Wodzisławski
- Rydułtowy (Rydultau)

Woiwodschaft Schlesien, Kreisfreie Stadt Rybnik
-  Rybnik (Rybnik) (A 1, DK 78, DW 920, DW 925, DW 929)

Woiwodschaft Schlesien, Kreisfreie Stadt Żory
-  Żory (Sohrau) (A 1, DK 81, DW 924, DW 932)

Woiwodschaft Schlesien, Powiat Pszczyński
- Rudziczka (Riegersdorf)
- Suszec (Sissetz)
- Kobielice (Rydultau)
- Radostowice (Radostowitz)
-  Pszczyna (Pless, Pleß) (DK 1, DW 931, DW 933, DW 939)